# Sophronica rufescens
Sophronica rufescens är en skalbaggsart som först beskrevs av Maurice Pic 1926.  Sophronica rufescens ingår i släktet Sophronica och familjen långhorningar. Inga underarter finns listade i Catalogue of Life.